# 콘텍스트 메뉴

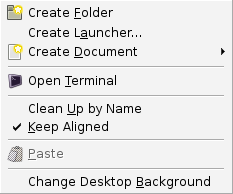
그놈 바탕 화면 컨텍스트 메뉴

컨텍스트 메뉴(context menu) 또는 상황에 맞는 메뉴는 그래픽 사용자 인터페이스 안에서 어떠한 항목을 클릭할 때 뜨는 팝업 메뉴로, 메뉴를 호출한 동작, 응용 프로그램의 실행, 선택된 항목의 상황에 따라 다양한 선택 사항을 나열하여 보여준다. 바로 가기 메뉴라고도 한다.
컨텍스트 메뉴는 마이크로소프트 윈도우, OS X, 유닉스 X 윈도 시스템 등의 환경에서 2번째 마우스 단추(보통 마우스 오른쪽 단추)를 누름으로써 사용할 수 있다. 단추가 하나밖에 없는 마우스를 사용하는 경우 키보드 클릭 조합을 사용할 수 있다. 이를테면, 맥 OS에서는 Ctrl-클릭으로 해결할 수 있다. 마이크로소프트 윈도 키가 있는 PC 키보드는 추가 메뉴 키가 존재하며, MS 윈도 응용 프로그램들의 컨텍스트 메뉴를 열 수 있다.
컨텍스트 메뉴는 제록스 알토 컴퓨터의 스몰토크 환경에서 처음 사용되었다. 여기서 이 메뉴들을 팝업 메뉴라고 불렀다. 넥스트스텝 운영 체제는 나중에 이 개념을 발전시켜서 마우스 오른쪽 또는 가운데 단추를 누를 때 마우스 위치에서 기본 메뉴가 나타나도록 하였다. 이리하여 당시 드넓은 넥스트스텝 화면 곳곳에 마우스 포인터를 움직일 필요를 줄여 주었다.

## 같이 보기
- 파이 메뉴